# Druyes-les-Belles-Fontaines
Druyes-les-Belles-Fontaines es una localidad y comuna francesa situada en la región de Borgoña, departamento de Yonne, en el distrito de Auxerre y cantón de Courson-les-Carrières.

## Demografía
| 696 | 750 | 730 | 770 | 894 | 911 | 927 | 931 | 959 | 1098 | 853 | 696 | 656 | 614 | 534 | 503 | 468 | 422 | 334 | 302 | 288 | 291 |
| Para los censos de 1962 a 1999 la población legal corresponde a la población sin duplicidades (Fuente: INSEE [Consultar]) |     |     |     |     |     |     |     |     |      |     |     |     |     |     |     |     |     |     |     |     |     |

## Personas vinculadas
- Matilde de Courtenay (1188-1257), condesa de Nevers, Auxerre y Tonnerre.
- Jean-Roch Coignet (1776-1875), militar.
- Jean Bertin (1917-1975), ingeniero.